# عبيد الله المهدي
عبيد الله بن الحسين المهدي (873م - 934م) يُعتَبرُ مؤسسَ سلالةِ الفاطميين، وهي الدولة الشيعيّة الوحيدة التي حكمت عموم المسلمين على غرار الخلافة الأموية والعباسية، وأَسّستْ حُكُمَ الفاطميين في كافة أنحاء مُعظم شمال أفريقيا، ولد في مدينة الكوفة وقيل في سلمية، وتوفي في مدينة المهدية بتونس.
يعتبر مؤسس السلالةِ الفاطمية والإمام الحادي عشر للشيعة الإسماعيلية
المشهور أنه عبيد الله بن الحسين الزكي عبد الله والمتفق عليه عند الشيعة الإسماعيلية وأيضا ايده المقريزي وابن خلدون وبناء على هذا يرجع نسبه إلى فاطمة الزهراء، بنت نبي الإسلامِ، محمد، من خلال الحسين بن علي.

## نسبه
أنكر بعض المؤرخين نسبه إلى فاطمة الزهراء أمثال ابن حزم والسيوطي وغيرهما وانكار نسبه بدأ بصفة عامة في عام 1011، عندما أصدرَ الخليفة العباسي في بغداد وثيقة وقّعت مِن قِبل العلماءِ السنّةِ والشيعةِ المُخْتَلِفينِ في بغداد، تدّعي بأنّ السلالةَ الحقيقية له مِنْ ديصان، بدلاً مِنْ بنت رسول الله فاطمة الزهراء.
وبالتالي لا يستطيع أحد القطع برأي حاسم في نسب «عبيد الله المهدي»، فإن الشيعة الإسماعيلية يؤكدون صحة نسبه إلى محمد بن إسماعيل بن جعفر الصادق، في حين يذهب بعض المؤرخون من أهل السُنّة وبعض خصوم الفاطميين من الشيعة إلى إنكار نسب عبيد الله إلى علي بن أبي طالب.
ولكن على أية حال نحن أمام رجل يسمى عبيد الله، ويدّعي أنه صاحب الحق في إمامة المسلمين، وأنه من سلالة الإمام جعفر الصادق، وقد نجح أحد دعاته أبو عبد الله الشيعي في إقامة دولة باسمه في إقليم إفريقية، وجزء كبير من المغرب الأوسط. ثم ذهب المعز لدين الله الفاطمي إلى مصر وتم تأسيس مدينة القاهرة على يد جوهر الصقلي.

## خروجه
خرج عبيد الله المهدي من مكمنه في «سلمية» من أرض حمص ببلاد الشام في سنة (292 هـ = 905م)، واتجه إلى المغرب، بعد الأنباء التي وصلته عن نجاح داعيته أبي عبد الله الشيعي في المغرب، وإلحاح كتامة القبيلة البربرية في إظهار شخصية الإمام الذي يقاتلون من أجله، وبعد رحلة شاقة نجح عبيد الله المهدي في الوصول إلى «سجلماسة» متخفيا في زي التجار، واستقر بها.
ومن ملجئه في سجلماسة في المغرب الأقصى أخذ عبيد الله المهدي يتصل سرًا بأبي عبد الله الشيعي الذي كان يطلعه على مجريات الأمور، ثم لم يلبث أن اكتشف «اليسع بن مدرار» أمير سجلماسة أمر عبيد الله؛ فقبض عليه وعلى ابنه «أبي القاسم» وحبسهما، وظلا في السجن حتى أخرجهما أبو عبد الله الشيعي بعد قضائه على دولة الأغالبة.
وكان أبو عبد الله الشيعي حين علم بخبر سجنهما قد عزم على السير بقواته لتخليصهما من السجن، فاستخلف أخاه «أبا العباس» واتجه إلى سجلماسة، ومر في طريقه إليها على "تاهرت" حاضرة الدولة الرستمية فاستولى عليها، وقضى على حكم الرّستميين، وبلغ سجلماسة فحاصرها حتى سقطت في يده، وأخرج المهدي وابنه من السجن.
ويذكر المؤرخون أن أبا عبد الله الشيعي حين أبصر عبيد الله المهدي ترجّل وقابله بكل احترام وإجلال، وقال لمن معه: هذا مولاي ومولاكم قد أنجز الله وعده وأعطاه حقه وأظهر أمره.
وأقام أبو عبد الله الشيعي وعبيد الله المهدي في سجلماسة أربعين يوما، ثم رحلوا عائدين فدخلوا رقادة في يوم الخميس الموافق (20 من شهر ربيع الآخر 297هـ= 7 من يناير 910م).
وخرج أهل القيروان مع أهل رقادة يرحبون بالإمام المهدي، وفي يوم الجمعة التالي أمر عبيد الله أن يُذكر اسمه في الخطبة في كل من رقادة والقيروان، معلنا بذلك قيام الدولة الفاطمية.وقد اختطّ عبيد الله المهدي مدينة المهديّة وجعلها عاصمة لدولته بحكم موقعها المميّز، إذ أنها عبارة عن شبه جزيرة متصلة بالبر من جهة واحدة، فأنشأ فيها قصره، ثمّ قصر ولده القائم بأمر الله، كما أحاطها بسور منيع لدرء الحملات البحرية.
وإلى جانب المهدية أقام المهدي زويلة التي بدأت أولاً بوصفها سوقاً عامةً يجتمع فيها تجار القبائل فيبيعون ويشترون، وأرادها أن تكون - بالإضافة إلى دورها الاقتصادي - تجمعاً تختلط فيه القبائل وتشترك في معاشها إمعاناً في تحصين المهدية وحمايتها.

## خلافة عبيد الله

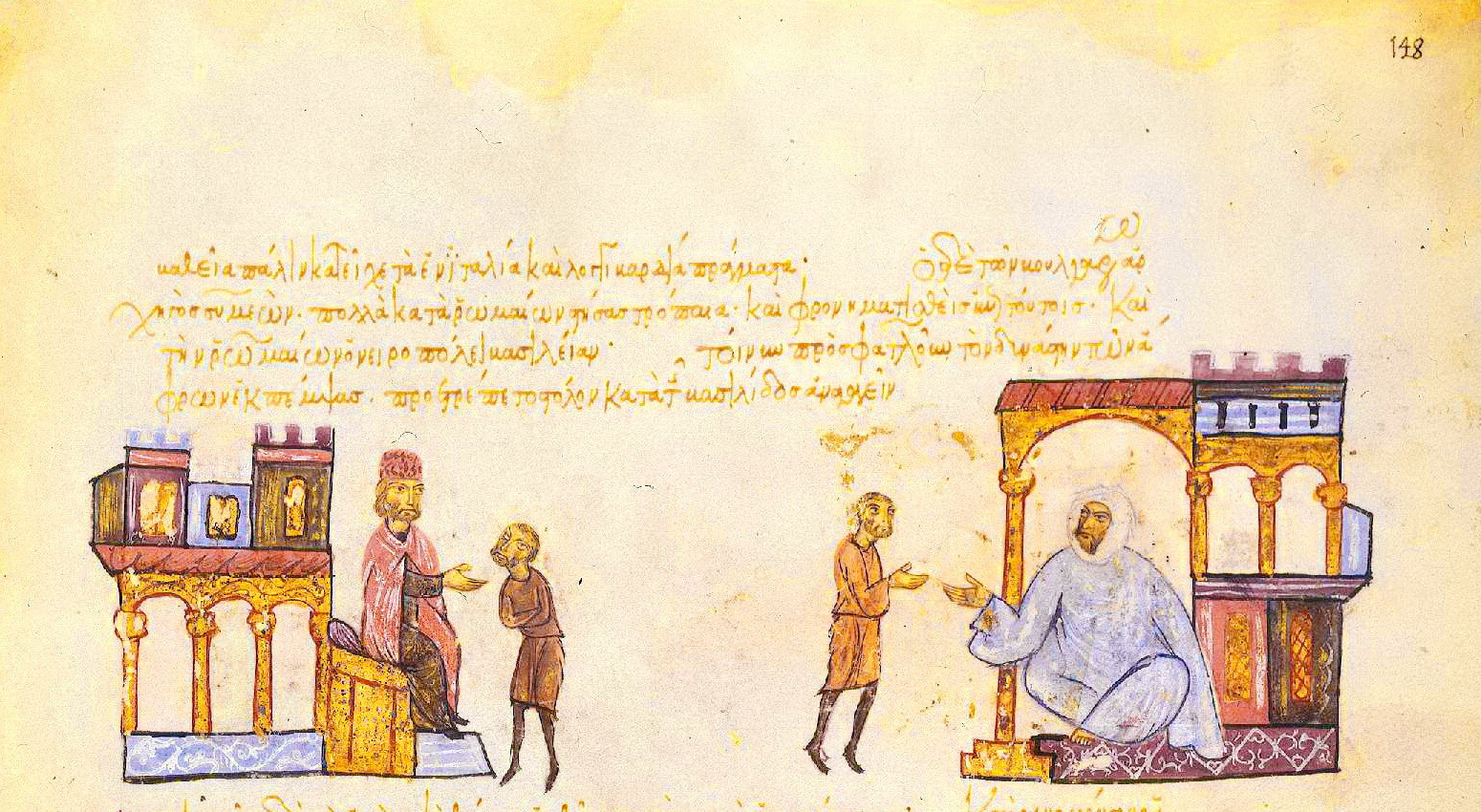
مخطوطة بيزنطية تصور المراسلات الدبلوماسية بين الخليفة المهدي الفاطمي (الى اليمين) والامبراطور البلغاري سيميون الاول (الى اليسار). محفوظة في مدريد.

استهدف عبيد الله الفاطمي منذ أن بويع بالخلافة واستقامت له الأمور أن يدعم مركزه، وأن تكون كل السلطات في يديه، وأن يكون السيد المطلق على الدولة الناشئة والدعوة الإسماعيلية.
وكان لا بد من أن يصطدم مع أبي عبد الله الشيعي مؤسس الدولة، ولم يجد غضاضة في التخلص منه بالقتل في سنة (298هـ= 911م) بعد أن أقام له دعائم ملكه، وأنشأ دولة بدهائه وذكائه قبل سيفه وقوته، إلا أنه من ناحية أخرى شهد جنازته وأثنى عليه وذكر فضله.
أثار مقتل أبي عبد الله الشيعي فتنة كبيرة قام بها أتباعه من أهل كتامة، وقدّموا طفلا ادعوا أنه المهدي المنتظر، وامتدت هذه الدعوة وقويت، واضطر عبيد الله إلى إرسال حملة قوية إلى أرض كتامة بقيادة ابنه لقمع هذه الفتنة، فألحق بهم الهزيمة، ويرد لدى بعض المؤرخين أنه قتل الطفل الذي ولّوه باسم المهدي.

## وفاة عبيد الله المهدي
وبعد فترة حكم ناهزت ربع قرن من الزمان توفي المهدي في (15 من ربيع الأول 322 هـ= 5 من مارس 934م) وخلفه ابنه محمد القائم بأمر الله، وكانت فترة عبيد الله المهدي بمثابة عهد التأسيس وإرساء القواعد، بعد عهد التمهيد والإعداد على يد الداعي أبي عبد الله الشيعي.